# Церковь Мученицы Царицы Александры (Иерусалим)
Це́рковь святой му́ченицы цари́цы Алекса́ндры — домовой храм Русской православной церкви в Иерусалиме, находящийся посредине комплекса здания Русской духовной миссии в Иерусалиме. Является первым русским храмом в Святой Земле.

## История возникновения

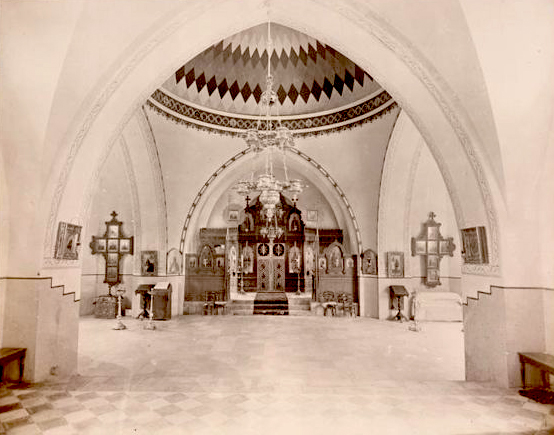
Фото монаха Тимона 1880-1890-е годы

Домовая церковь во имя мученицы и царицы Александры была освящена 28 июня 1864 года. Название своё церковь получила во имя небесной покровительницы императрицы Александры Федоровны, супруги царя Николая I. Строительство церкви было осуществлено в рамках общей программы основания Русских построек Палестинским комитетом на Мейдамской площади Иерусалима, осуществлявшихся в период с 1860 по 1864 годы.

## Торжественное освящение церкви
Торжественное освящение церкви состоялось 28 июня 1864 года при Патриархе Иерусалимском Кирилле II и начальнике Русской духовной миссии в Иерусалиме архимандрите Леониде (Кавелине). Богослужение возглавил патриарший наместник, греческий митрополит Петро-Аравийский — Мелетий. На Богослужении присутствовали русские, греки, абиссинцы, копты. Работы по отделке церкви были продолжены в том числе после её освящения. На императорском Стеклянном заводе в России Юстинианом Петровичем Бонафеде по рисункам архитектора Мартина Эппингера были выполнены цветные витражи для алтарных окон церкви мученицы Александры.

## Архитектура и убранство
Архитекторами строительства церкви выступили: М. Е. Месмахер и Н. Д. Федюшкин. Внутренний интерьер небольшого размера. Двухъярусный резной иконостас сделан из дуба. В иконостасе выполнена резьбой по дереву цитата из Псалтири «Просите мира Иерусалиму» (Пс. 121.6)

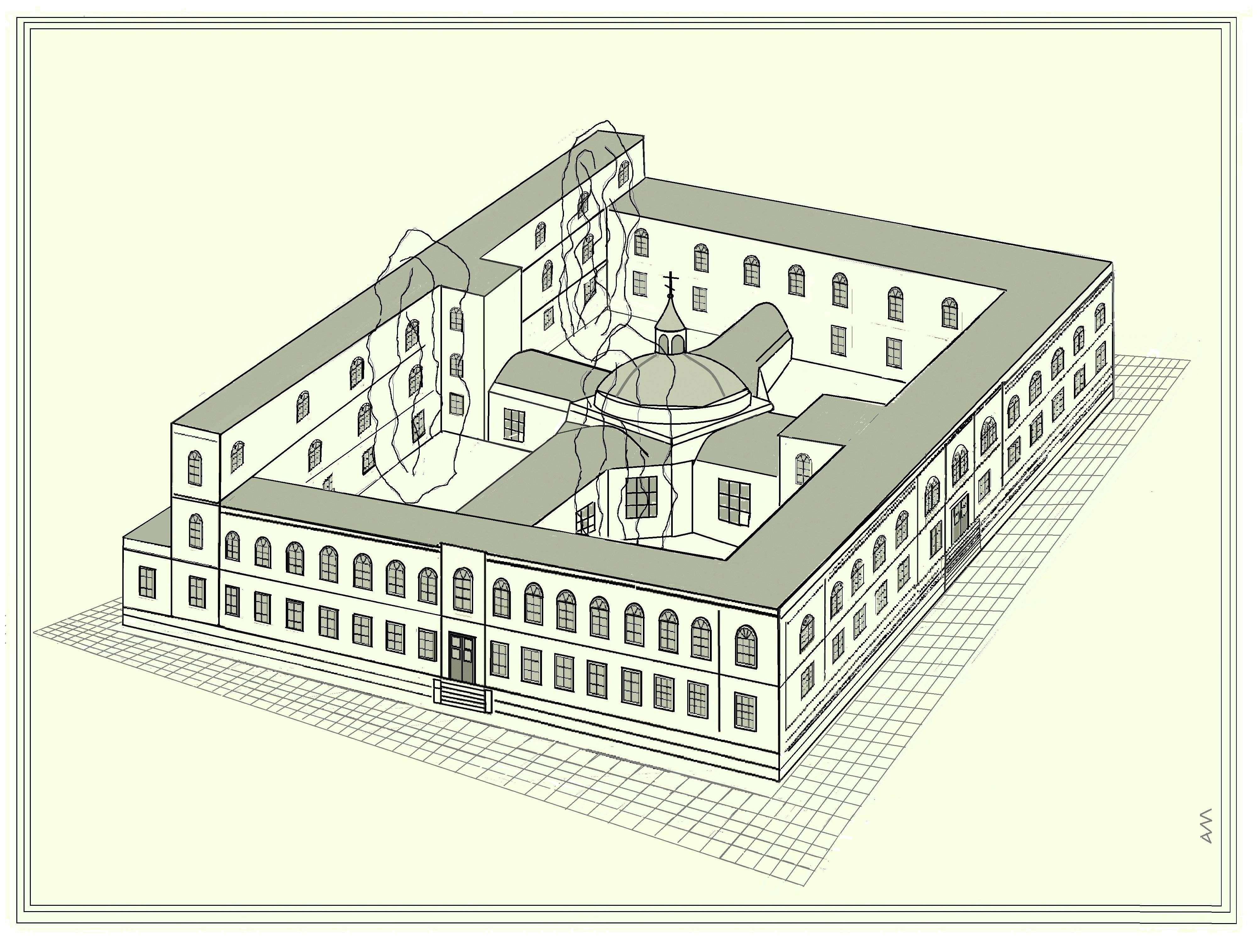
Церковь Св. мученицы царицы Александры. Здание Русской Духовной Миссии и Иерусалимского мирового суда, Рисунок.